# Chloroclystis luteata
Pasiphilodes luteata là một loài bướm đêm trong họ Geometridae.